# 諾斯內閣

## 內閣
| 官職                                                                               | 姓名                                        | 任期      |
|                                                                                    |                                             |           |
| 第一財政大臣（First Lord of the Treasury） 財政大臣（Chancellor of the Exchequer） | 諾斯勳爵（Lord North）                      | 1770–1782 |
|                                                                                    |                                             |           |
| 大法官（Lord Chancellor）                                                          | 委員會                                      | 1770–1771 |
| 大法官（Lord Chancellor）                                                          | 巴瑟斯特伯爵（The Earl Bathurst）           | 1771–1778 |
| 大法官（Lord Chancellor）                                                          | 瑟洛勳爵（The Lord Thurlow）                | 1778–1782 |
| 樞密院議長（Lord President of the Council）                                        | 古爾伯爵（The Earl Gower）                  | 1770–1779 |
| 樞密院議長（Lord President of the Council）                                        | 巴瑟斯特伯爵                                | 1779–1782 |
| 掌璽大臣（Lord Privy Seal）                                                        | 哈利法克斯伯爵（The Earl of Halifax）       | 1770–1771 |
| 掌璽大臣（Lord Privy Seal）                                                        | 沙福克伯爵（The Earl of Suffolk）           | 1771      |
| 掌璽大臣（Lord Privy Seal）                                                        | 格拉夫頓公爵（The Duke of Grafton）         | 1771–1775 |
| 掌璽大臣（Lord Privy Seal）                                                        | 達特茅斯伯爵（The Earl of Dartmouth）       | 1775–1782 |
| 皇室事務長（Lord Steward）                                                         | 塔爾博特伯爵（The Earl Talbot）             | 1770–1782 |
| 宮務大臣（Lord Chamberlain）                                                       | 赫特福德伯爵（The Earl of Hertford）        | 1770–1782 |
| 南方大臣（Southern Secretary）                                                     | 韋茅斯子爵（The Viscount Weymouth）         | 1770      |
| 南方大臣（Southern Secretary）                                                     | 羅奇福德伯爵（The Earl of Rochford）        | 1770–1775 |
| 南方大臣（Southern Secretary）                                                     | 韋茅斯子爵                                  | 1775–1779 |
| 南方大臣（Southern Secretary）                                                     | 希爾斯伯勒伯爵（The Earl of Hillsborough）  | 1779–1782 |
| 北方大臣（Northern Secretary）                                                     | 羅奇福德伯爵                                | 1770      |
| 北方大臣（Northern Secretary）                                                     | 三明治伯爵（The Earl of Sandwich）          | 1770–1771 |
| 北方大臣（Northern Secretary）                                                     | 哈利法克斯伯爵                              | 1771      |
| 北方大臣（Northern Secretary）                                                     | 沙福克伯爵                                  | 1771–1779 |
| 北方大臣（Northern Secretary）                                                     | 韋茅斯子爵                                  | 1779      |
| 北方大臣（Northern Secretary）                                                     | 斯托蒙特子爵（The Viscount Stormont）       | 1779–1782 |
| 殖民地大臣（Colonial Secretary）                                                   | 希爾斯伯勒伯爵（The Earl of Hillsborough）  | 1770–1772 |
| 殖民地大臣（Colonial Secretary）                                                   | 達特茅斯伯爵                                | 1772–1775 |
| 殖民地大臣（Colonial Secretary）                                                   | 喬治·熱爾曼勳爵（The Lord George Germain）  | 1775–1782 |
| 蘭卡斯特公爵領地總裁（Chancellor of the Duchy of Lancaster）                       | 斯特蘭奇勳爵（Lord Strange）                | 1770–1771 |
| 蘭卡斯特公爵領地總裁（Chancellor of the Duchy of Lancaster）                       | 克拉倫登伯爵（The Earl of Clarendon）       | 1771–1782 |
| 第一海軍大臣（First Lord of the Admiralty）                                        | 愛德華·霍克爵士（Sir Edward Hawke）         | 1770–1771 |
| 第一海軍大臣（First Lord of the Admiralty）                                        | 三明治伯爵                                  | 1771–1782 |
| 軍械總局局長（Master-General of the Ordnance）                                     | 懸缺                                        | 1770–1772 |
| 軍械總局局長（Master-General of the Ordnance）                                     | 湯森子爵（The Viscount Townshend）          | 1772–1782 |
| 愛爾蘭總督（Lord Lieutenant of Ireland）                                           | 湯森子爵                                    | 1770–1772 |
| 愛爾蘭總督（Lord Lieutenant of Ireland）                                           | 哈考特伯爵（The Earl Harcourt）             | 1772–1777 |
| 愛爾蘭總督（Lord Lieutenant of Ireland）                                           | 白金漢郡伯爵（The Earl of Buckinghamshire） | 1777–1780 |
| 愛爾蘭總督（Lord Lieutenant of Ireland）                                           | 卡萊爾伯爵（The Earl of Carlisle）          | 1772–1777 |